# Servius Cornelius Scipio Salvidienus Orfitus (consul en 110)
Pour les articles homonymes, voir Servius Cornelius Scipio Salvidienus Orfitus.
Servius Cornelius Scipio Salvidienus Orfitus est un sénateur romain du début du IIe siècle, consul éponyme en 110 sous Trajan.

## Biographie
Son grand-père est Servius Cornelius Scipio Salvidienus Orfitus, consul éponyme en 51 sous Claude.
En l’an 110, sous Trajan, il est consul éponyme aux côtés de Marcus Peducaeus Priscinus.
Il est peut-être le préfet de Rome Orfitus cité sous Antonin le Pieux par l'Histoire Auguste,.
Son fils est Servius Cornelius Scipio Lucius Salvidienus Orfitus, consul éponyme en 149 sous Antonin le Pieux, et son petit-fils est Servius Cornelius Scipio Salvidienus Orfitus, consul éponyme en 178 sous Marc Aurèle.